# Agano (Niigata)
Agano (阿賀野市 Agano-shi?) es una ciudad ubicada en la prefectura de Niigata, Japón. A 1  de julio de  2019, la ciudad tenía una población estimada de 41 204 personas en 14 417 hogares, y una densidad de población de 214 hab./km² (habitantes por kilómetro cuadrado). El área total de la ciudad es de 192,74 kilómetros cuadrados (74,4 mi²).

## Clima
Agano tiene un clima húmedo (Köppen Cfa) caracterizado por veranos cálidos y húmedos e inviernos fríos con fuertes nevadas. La temperatura media anual en Agano es de 13.2 °C (grados Celsius). La precipitación media anual es de 1874 mm (milímetros), con septiembre como el mes más lluvioso. Las temperaturas, en promedio, son más altas en agosto, de alrededor de 24,6 °C, y más bajas en enero, de alrededor de 1.4 °C.

## Demografía
Según los datos del censo japonés, la población de Agano se ha mantenido relativamente estable en los últimos 40 años.
| Año del censo | Población |
| ------------- | --------- |
| 1970          | 47 582    |
| 1980          | 47 490    |
| 1990          | 48 465    |
| 2000          | 48 456    |
| 2010          | 45 560    |